# 越南革命同盟會
越南革命同盟会（越南语：／），简称越革（越南语：／），是二十世纪早期越南的一个争取越南脱离法国统治的革命政党。

## 歷史
在1925年潘佩珠被捕后，越南光复会解散，一些骨干成员流亡到了中国广西境内。1940年6月，法国在欧洲战场战败，日本胁迫法属印度支那殖民政府，试图切断法国援助中国的路线。殖民政府与日本协商，计划全面封锁中越边境。中华民国国民政府得知后，便支持流亡到中国境内的越南独立运动人士。国军第四战区在政府支持下，成立了西南战地工作人员培训班、特别训练班、靖西边区工作队、政治工作队、电报通讯班等对越工作单位，培训了大量支持越南独立的青年军官。
1942年10月1日，在第四战区总司令张发奎的支持下，越南革命同盟会于广西柳州正式成立。这次会议推举张佩公、陈豹、张中奉、阮海臣、武鴻卿、严继祖、农轻猷为执行委员会委员，其中张佩公、阮海臣、武鴻卿为常务委员。这次会议还规定了越革的最高目的为“联合全越民众及中国国民党，打倒日、法帝国主义，恢复越南国土，建立自由平等之民主国家”。第四战区对越革提供资金和人员的支持。
越革由越南共产党、越南国民党、大越党、越南复国军以及第四战区张佩公系五个不同的派系组成。这五个派系之间存在利益冲突，工作曾长期陷入停滞状态。1944年，张发奎改组了越革，调整了各方势力。但阮海臣、武鴻卿等人争权夺利，阮海臣又贪污腐败，令张发奎非常失望。
1945年，胡志明率领越盟在河内发动八月革命，推翻保大帝，建立越南民主共和国。9月，中国国民革命军进入越南境内接受日军投降，阮海臣率越革主要成员随同来到越南。四面受敌的越盟被迫同意成立联合政府。1946年1月1日，越南民主共和国推举胡志明为主席、阮海臣为副主席。同年3月6日，法越双方签订了三·六初步协定，一万多名法军士兵进入越南，中国国民革命军撤离越南。越革失去了靠山，阮海臣等骨干成员纷纷经大使馆流亡中国，越革宣告解散。